# 278

Pisídia (Turquia actual)

El 278 (CCLXXVIII) fou un any comú començat en dimarts del calendari julià.

## Esdeveniments
- Imperi Romà: l'emperador Marc Aureli Probe rebutja la invasió dels blèmies a Egipte.